# Teodora de Hohenlohe-Langemburgo
Teodora Vitória Adelaide em Hohenlohe-Langemburgo (em alemão: Feodora Victoria Adelheid zu Hohenlohe-Langenburg), (7 de julho de 1839 - 10 de fevereiro de 1872) foi uma filha do príncipe Ernesto I de Hohenlohe-Langemburgo e da princesa Teodora de Leiningen. Através do seu casamento, viria a tornar-se duquesa consorte de Saxe-Meiningen quando o seu marido herdou o ducado como Jorge II de Saxe-Meiningen.

## Família
Teodora era a mais nova de seis filhos. A sua mãe era meia-irmã da rainha Vitória do Reino Unido e o seu pai o príncipe Ernesto I de Hohenlohe-Langemburgo. Os seus avós maternos eram a princesa Vitória de Saxe-Coburgo-Saalfeld e Emich Carlos, 2° Príncipe de Leiningen. Os seus avós paternos eram o príncipe Carlos Luís I de Hohenlohe-Langemburgo e a condessa Amália de Solms-Baruth.
Entre os seus irmãos encontrava-se o príncipe Vítor de Hohenlohe-Langemburgo e a princesa Adelaide, duquesa de Schleswig-Holstein.

## Casamento e descendência

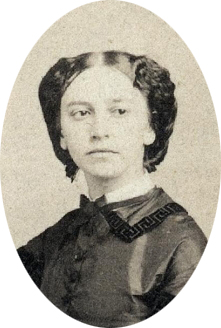
Teodora

Teodora conheceu o seu marido, o futuro duque Jorge II de Saxe-Meiningen, quando estava a caminho de Itália e os dois ficaram noivos quase imediatamente, apesar de Jorge ser viúvo e ainda estar de luto profundo pela sua primeira esposa, a princesa Carlota Frederica da Prússia. Teodora era sobrinha da rainha Vitória do Reino Unido, sendo filha da meia-irmã desta, a princesa Teodora de Leiningen e do seu marido, o príncipe Ernesto I de Hohenlohe-Langemburgo. Ambos casaram-se no dia 23 de outubro de 1858 em Langemburgo.
Tiveram três filhos:
1. Ernesto, Príncipe de Saxe-Meiningen (27 de setembro de 1859 - 29 de dezembro de 1941), casado com Katharina Jensen; com descendência.
2. Frederico João Bernardo Hermano Henrique Maurício (12 de outubro de 1861 - 23 de agosto de 1914), morto durante a Primeira Guerra Mundial; casado com a princesa Adelaide de Lippe-Biesterfeld; com descendência.
3. Vítor de Saxe-Meiningen (14 de maio de 1865 - 17 de maio de 1865).

Contudo, o casamento foi infeliz. Jorge nunca aceitou a morte de Carlota e Teodora não tinha o temperamento necessário para a vida que era esperado levar. Não tinha talentos intelectuais nem artísticos e, pior que tudo, não tinha qualquer interesse em adquiri-los. Apesar disso, Jorge tentou educá-la visto que tinha uma grande paixão pelas artes, especialmente por teatro. A mãe de Teodora apoiou-o, dizendo que era "muito sensível da parte dele fazer com que a sua noiva esteja ocupada com aulas, ter aulas de desenho e ouvir palestras sobre história." Contudo, Jorge não demorou muito tempo a perceber que Teodora nunca seria tão sagaz e inteligente como Carlota. Após a morte do seu terceiro filho, Teodora passou a passar o menor tempo possível em Meiningen. Em 1866, Jorge tornou-se duque de Meiningen, tornando-a sua consorte.

## Morte
Em janeiro de 1872, Teodora foi diagnosticada com uma febre escarlate, vindo a falecer em fevereiro do mesmo ano. Apesar das muitas diferenças que existiam entre eles, Jorge tinha gostado muito dela e quando ficou doente, ficou genuinamente preocupado, enviando telegramas aos pais dela duas vezes por dia.